# Toli

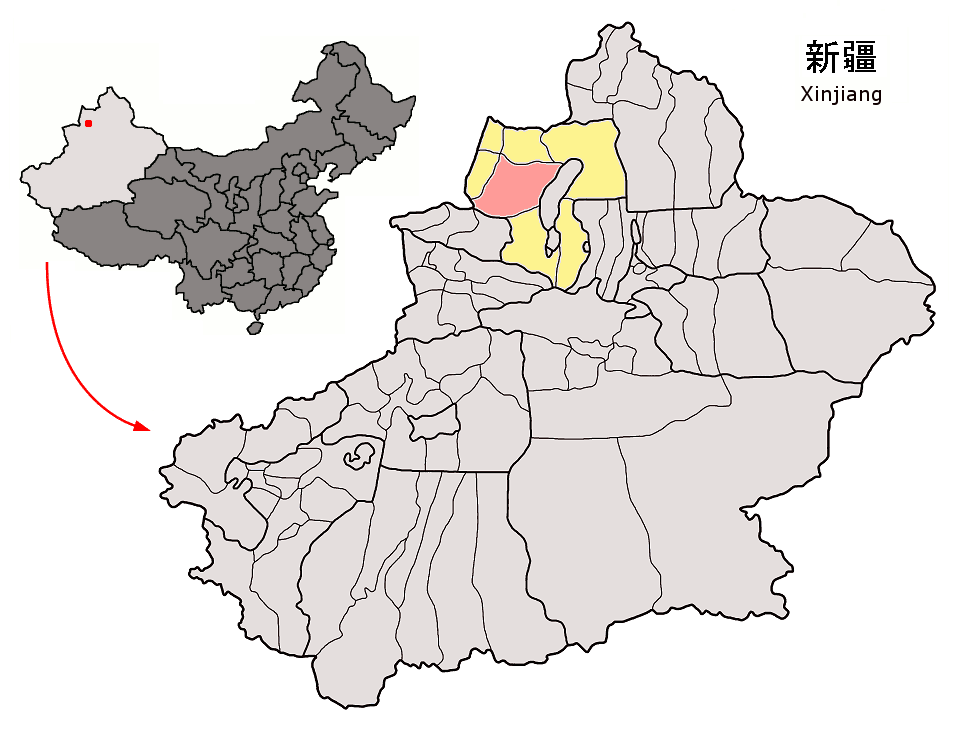
Lage des Kreises Toli bzw. Tuoli (rosa) im Regierungsbezirk Tacheng (gelb)

Toli (chinesisch 托里县, Pinyin Tuōlǐ Xiàn, uigurisch تولى ناھىيىسى Toli Naⱨiyisi; kasachisch تولى اۋدانى Tolı Awdanı) ist ein Kreis des Regierungsbezirks Tacheng, der zum Kasachischen Autonomen Bezirk Ili im Uigurischen Autonomen Gebiet Xinjiang der Volksrepublik China gehört. Der Kreis hat eine Fläche von 19.991,99 Quadratkilometern und zählt 93.098 Einwohner (Stand: Zensus 2010). Sein Hauptort ist die Großgemeinde Toli (chinesisch Tuoli Zhen 托里镇).

## Geschichte
Während der Qin- und Han-Dynastien war das Gebiet des heutigen Kreises Toli ein Siedlungs- und Weidegebiet für verschiedene nomadische Völker, darunter die Xiongnu, Sai und Wusun. In der Zeit der Westlichen Han-Dynastie gehörte es zum Protektorat der Westlichen Gebiete. Unter der Östlichen Han-Dynastie besiegte der Han-General Dou Xian die Xiongnu, woraufhin das Volk der Xianbei die Kontrolle übernahm. Das Gebiet diente fortan als Weideland unter dem Einfluss der Xianbei.
Während der Zeit der Drei Reiche, der Jin-Dynastie sowie der Südlichen und Nördlichen Dynastien gelangte das Gebiet unter die Kontrolle des Rouran-Khaganats und später des Türk-Khaganats. In der Sui-Dynastie gehörte Tuoli zum westlichen Türk-Khaganat.
Im 23. Jahr der Zhenguan-Ära der Tang-Dynastie (649) wurde das Militärgouvernement Yaochi gegründet und dem Protektorat Anxi unterstellt. Tuoli wurde in dessen Verwaltungsstruktur eingegliedert. Im Jahr 1124, dem ersten Regierungsjahr der Yanqing-Ära der Westlichen Liao-Dynastie, rief sich Yelü Dashi in Yemili zum Kaiser aus und errichtete das Reich Yanqing. In diesem Zusammenhang wurde Tuoli der Herrschaft der Westlichen Liao unterstellt.
Im Jahr 1227 wurde Tuoli zum Lehen von Ögedei, dem dritten Sohn Dschingis Khans. Ab 1607 war das Gebiet Teil des Nomadengebiets des Torghut-Stammes.
Im Jahr 1762, dem 27. Regierungsjahr des Qing-Kaisers Qianlong, wurde Toli der Verwaltung des Generalkommandos von Ili unterstellt. 1918 kam es unter die Verwaltungshoheit des Kreises Emin. Im Oktober 1952 wurde schließlich der Kreis Tuoli offiziell gegründet.